# Ŏ

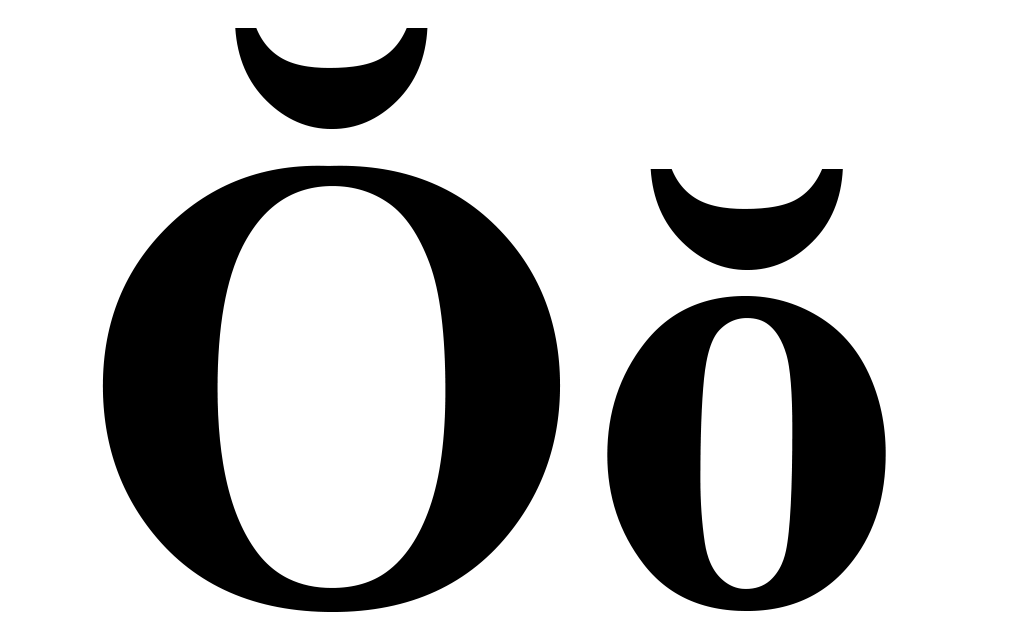
Bŏh Hră Ŏ

Ŏ (hay: ŏ), được gọi là O With Breve có dấu trăng trên đầu chữ O, là một chữ cái Latinh được sử dụng trong văn bản của người Êđê. Ŏ cũng được sử dụng trong các ngôn ngữ Itelmen & Khanty